# 京都市立清水小学校
京都市立清水小学校（きょうとしりつ きよみずしょうがっこう）は、京都府京都市東山区清水二丁目にあった公立小学校。
学制創設以前の1869年（明治2年）に開校したいわゆる番組小学校のひとつである。現在は他学校と統合移転し、東山開睛館となっている。
校舎は改修され、ザ・ホテル青龍 京都清水の一部となった。

## 概要
清水小学校は、京都の町並みが一望できる高台に位置し、背後に山が迫っていて敷地に高低差があるというロケーションを充分に活かしている。
1869年（明治2年）に旧下京二十七番組小学校として創設されたことにはじまる同小学校は、1932年（昭和6年）に移転改築が決議され、新校舎竣工に伴い、校名が安井尋常小学校から、清水尋常小学校に改められた。
清水小学校は2010年度（平成22年度）をもって閉校となり、新しく小中一貫校である開睛小学校・開睛中学校（東山開睛館）が2011年（平成23年）に開校した。

## 沿革
- 1869年（明治2年）9月11日 - 下京第二十七番組小学校として創立。
- 1872年（明治5年）5月 - 下京第二十二小学校と改める。6月-旧安井御殿の敷地に移転。
- 1887年（明治20年）7月 - 下京第二十二尋常小学校と改める。12月-校名を安井尋常小学校とする。
- 1933年（昭和8年）12月 - 清水尋常小学校と校名を改め、校旗と校章ができる。
- 1934年（昭和9年）3月 - 校歌ができる。
- 1941年（昭和16年）4月 - 校名が清水国民学校となる。
- 1947年（昭和22年）4月 - 校名が京都市立清水小学校となる。
- 1967年（昭和42年）9月 - 新しい校歌ができる。
- 2008年（平成20年）9月 - 東山区小中一貫校の新校名が「開睛小中学校」に決定。
- 2010年（平成22年）4月 - 清水小学校としての最後の入学式。

## 校歌の変遷
- 明治25年安井尋常小学校

[校歌]
安井ご殿の そのあとへ たてつくられし安井校
たてし柱もまがりなく、よものながめも美しや
- 昭和8年清水尋常小学校

[校歌]文学博士 佐佐木信綱作詞、東京音楽学校教授 片山頴太郎(えいたろう)作曲
- 昭和44年京都市立清水小学校

[校歌] 相川豊 作詞、福本正 作曲

## 交通アクセス
- 京阪バス清水道から徒歩5分
- 京阪電鉄京阪本線清水五条駅から徒歩25分

## 主な出身者
- ばんばひろふみ（フォークシンガー）
- 堀内圭三（ゴスペルシンガー、シンガー・ソングライター）
- 清水眞衣（バレーボール選手）